# ミザリー (黒夢の曲)
「ミザリー」は、日本のロックバンド、黒夢のメジャーデビュー後13枚目のシングル。2011年2月9日にavex traxから発売された。

## 概要
再結成後初めてのシングルであり、前作「MARIA」より約13年ぶりのシングル。3種類の仕様で発売された。本作は、インディーズアルバム『亡骸を…』に収録されている「MISERY」とはタイトルのみ同じの異なる曲である。当初は黒夢が解散、再結成した日と同じ1月29日に発売予定であったが、のちに発売日が延期されメジャーデビューした日と同じ2月9日に変更された。同日に黒夢のトリビュートアルバム『FUCK THE BORDER LINE』が発売された。2月21日付オリコンウィークリーチャートで1.8万枚を記録して6位を獲得し、前作以来約12年9ヶ月ぶりにTOP10入りを果たした。

## 収録曲

### TYPE A
| 全作詞・作曲: 清春、全編曲: 黒夢, 三代堅。 |              |      |            |      |
| #                                          | タイトル     | 作詞 | 作曲・編曲 | 時間 |
| 1.                                         | 「ミザリー」 | 清春 | 清春       | 3:50 |

| #  | タイトル                | 作詞 | 作曲・編曲 |
| -- | ----------------------- | ---- | ---------- |
| 1. | 「ミザリーMusic Video」 |      |            |

### TYPE B
| 全作詞・作曲: 清春、全編曲: 黒夢, 三代堅。 |                |      |            |      |
| #                                          | タイトル       | 作詞 | 作曲・編曲 | 時間 |
| 1.                                         | 「ミザリー」   | 清春 | 清春       | 4:36 |
| 2.                                         | 「Paraphilia」 | 清春 | 清春       | 3:05 |

### TYPE C
| 全作詞・作曲: 清春、全編曲: 黒夢, 三代堅。 |                |      |            |      |
| #                                          | タイトル       | 作詞 | 作曲・編曲 | 時間 |
| 1.                                         | 「ミザリー」   | 清春 | 清春       | 4:36 |
| 2.                                         | 「Glory Hole」 | 清春 | 清春       | 2:47 |

## カバー
- 2015年、SAGA (トリビュートアルバム『黒夢リスペクト・アルバム 『Revision Underwear』』に収録)